# Sojus 39
Sojus 39 ist die Missionsbezeichnung für den am 22. März 1981 gestarteten Flug eines sowjetischen Sojus-Raumschiffs zur sowjetischen Raumstation Saljut 6. Es war der 16. Besuch eines bemannten Sojus-Raumschiffs bei dieser Raumstation und der 63. Flug im sowjetischen Sojusprogramm.

## Besatzung

### Hauptbesatzung
- Wladimir Alexandrowitsch Dschanibekow (2. Raumflug), Kommandant
- Dschugderdemidiin Gurragtschaa (1. Raumflug), Bordingenieur ( Mongolei)

### Ersatzmannschaft
- Wladimir Afanassjewitsch Ljachow, Kommandant
- Maidarzhavyn Gansorig, Bordingenieur ( Mongolei)

## Missionsüberblick
Mit Sojus 39 wurde die 8. Interkosmos-Besatzung (gleichzeitig die 9. Besuchsmannschaft Saljut 6 EP-9) zur Saljut-6-Station gebracht. Sie besuchte dort die 6. Stammmannschaft (Saljut 6 EO-6) bestehend aus Wladimir Kowaljonok und Wiktor Sawinych, die mit Sojus T-4 gestartet war.
Am 24. März 1981 installierten die Kosmonauten Detektoren für kosmische Strahlung in der Arbeits- und Übergangssektion. Am 26. März 1981 wurde das „Illuminator“-Experiment durchgeführt. Damit sollte die Beeinträchtigung der Sicht durch Kratzer infolge von Mircrometeoriten in den Bullaugen ermittelt werden. Dem gleichen Zweck diente am 27. März 1981 der „Hologramm“ genannte Versuch. Der Versuch wurde einen Tag später  wiederholt. Gleichzeitig wurden Luft- und Mikrofloraproben der Stationsatmosphäre genommen und  die Strahlungsdetektoren abgebaut, um sie wieder mit zur Erde zu nehmen. Wie schon bei den anderen Interkosmos-Expeditionen nahmen die Erdbeobachtungen des Heimatlandes des Besuches großen Raum ein (28. u. 29. März).
Wie schon bei Sojus 38 wurde kein Raumschifftausch durchgeführt, und Dschanibekow und Gurragtschaa kehrten mit Sojus 39 zur Erde zurück.